# Utkine, Krasnoperekopsk
Utkine (în ucraineană Уткіне) este un sat în comuna Vîșnivka din raionul Krasnoperekopsk, Republica Autonomă Crimeea, Ucraina.

## Demografie
Componența lingvistică a localității Utkine
     Rusă (57,69%)
     Tătară crimeeană (34,62%)
     Romani (7,69%)
Conform recensământului din 2001, majoritatea populației localității Utkine era vorbitoare de rusă (57,69%), existând în minoritate și vorbitori de tătară crimeeană (34,62%) și romani (7,69%).